# Aristarh din Samotrace
Aristarh sau Aristarchus din Samotrace (216 (220?) - 144 (143?) î.Hr.) a fost critic literar și filolog al Greciei antice.
A fost discipolul lui Aristofan din Bizanț și succesor al acestuia la conducerea Bibliotecii din Alexandria.
A nu se confunda cu Aristarh din Samos, astronom și matematician.

## Opera
A comentat peste 800 de cărți având ca autori Homer, Hesiod, Anacreon, Eschil, Sofocle, Pindar, Arhiloh, Alceu.
Opera sa constituie un moment de referință în cadrul istoriei criticii literare a antichității.